# Кошмары больного мозга
«Кошмары больного мозга» (иные названия Кровавый кошмар, Кровавый террор, Шизо и Кровавый террор на Дайтон-Бич) — американский фильм ужасов 1981 года режиссёра Романо Скаволини. Премьера фильма состоялась 23 октября 1981 года.

## Сюжет
Психически больной мужчина Джордж Тейтум находится в психиатрической лечебнице и постоянно видит один и тот же сон — он со стороны видит мальчика, который жестоко убивает мужчину и женщину во время их полового акта. Однако больной не может досмотреть сон до конца, просыпаясь после убийства. Кто такие эти мужчина, женщина и мальчик, он не знает. В итоге, ввиду слишком долгого пребывания в лечебнице и отсутствия общения, кроме как с лечащим врачом, последний решает отпустить его на волю, что вызывает бурное негодование его коллег. Первоначально поведение Джорджа не несёт каких-то явных проявлений психического заболевания — он ходит по городу, осматривает его достопримечательности, заходит даже в стриптиз-клуб. Но однажды Тейтум сталкивается с молодой и красивой девушкой, гуляющей вместе со своим парнем. и жестоко убивает её у парня на глазах.
Далее действие фильма переносится в американскую глубинку, к одной из тамошних семей, состоящей из женщины, от которой определённое время назад ушёл муж, мужчины Боба, сына Си Джея, постоянно норовящего подшутить над своими родителями, и двух сестёр. Вскоре Си Джей замечает странного человека, который бродит по округе и следит за их семьёй. Этим человеком оказывается психически больной Джордж Тейтум, который начинает убивать членов семьи Си Джея.
Наконец выясняется, что мальчиком, которого видит Тейтум во сне, является он сам. Убийство также является реальным — он убивает своих родителей, когда застиг своего отца в половой связи с другой женщиной. После этого он сошёл с ума, а происшествие стёрлось из его памяти. Он женился, его жена родила трёх детей, но внезапно его забрали и посадили в психиатрическую клинику. Дом, в который он вернулся через десять лет лечения, является его родным очагом, в котором он жил вместе с семьёй после того, как стал взрослым. Также он узнал и своего родного сына — Си Джея, но не смог остановить свою жажду убийства, однако мальчик избежал смерти.

## В ролях
- Бейрд Стэффорд — Джордж Тейтум
- Си Джей Кук — Си Джей
- Мик Криббен — Боб
- Шарон Смит